# Mineplex
Mineplex — игровой сервер в игре Minecraft. Являлся одним из четырёх серверов, официально сотрудничающих со студией Mojang Studios, разработчиками игры Minecraft. Сервер был запущен 24 января 2013 года и закрыт 12 мая 2023 года. По состоянию на середину 2016 года на Mineplex ежемесячно заходили миллионы уникальных игроков. На своём пике популярности сервер имел онлайн около 10 000 игроков почти в любое время, а 28 января 2015 года побил рекорд в Книге рекордов Гиннесса за то, что имел самый большой онлайн среди всех остальных серверов в Minecraft — 34 434 игрока.

## История
Mineplex был основан и создан 24 января 2013 года Грегори Байлосом, известным в Minecraft как «Sterling_» и «Spu_». Mineplex являлся одним из старейших серверов Minecraft. Сервер получил большое увеличение количества игроков после того, как американский ютубер Джордан Марон (более известный под псевдонимом CaptainSparklez) опубликовал видеоролик с обзором на Mineplex. В 2016 году профессиональный баскетбольный клуб Даллас Маверикс совместно с сервером Mineplex создали мини-игру для сервера, под названием «Dallas Mavericks World». Согласно пресс-релизу команды, это позволяет игрокам соревноваться в строительных соревнованиях и играть в баскетбольную мини-игру в полномасштабной модели Американ Эйрлайнс-центра. Мини-игра была запущена на сервере летом 2016 года. В Книге рекордов Гиннесса 2016: Gamers Edition Mineplex был включен в список самых популярных серверов Minecraft, имея сразу 34 434 игрока на сервере 28 января 2015 года. Этот рекорд был потерян у сервера Hypixel в том же году.
Примерно 12 мая 2023 года веб-сайт и серверы Minecraft были отключены без уведомления со стороны Mineplex. 15 мая 2023 года Mineplex был удален из списка рекомендуемых серверов в Minecraft: Bedrock Edition. Впоследствии один из основных администраторов на Discord-сервере заявил, что сервер официально завершает своё существование. Вскоре администратор Сэм Давахар объявил о скором открытии сервера, где он также упомянул, что собралась «новая команда» и они «очень рады возвращению».

## Обновления
С 2020 года у проекта Mineplex было 7 крупных обновлений, включая последнее, которое вышло 4 августа 2021 года.

### Хронология обновлений
- Добавление нано-игр (англ. Nano Games Update) — обновление, вышедшее в конце сентября 2020 года. В нём было исправлено много игровых багов, добавлены новые мини-игры (Bomber, Slimeball, Splash Down, Frenzy)[16], а также были обновлены и удалены некоторые существующие.
- Обновление классических игр (англ. Classics Games Update) вышло 10 октября 2020 года, после предыдущего обновления. Было разработано командой Bedrock Game Insights для версии Bedrock Edition. Были исправлены многие ошибки и были обновлены «классические» игры сервера (Dragons, Micro Battles, Turf Wars).
- На следующий день после выхода Classics Games Update вышло новое обновление под названием Halloween Update (с англ. — «Хэллоуинское обновление») приуроченное к Хэллоуину. Оно временно добавило на сервер соответствующую «жуткую» атмосферу и внесло изменения в игровой процесс классов сервера. Также были добавлены тематические карты.
- 2 ноября 2020 года вышло ещё одно Halloween Update, но уже для Bedrock Edition. Разработчики исправили некоторые баги и добавили тематику Хэллоуина.
- 11 декабря 2020 года вышло новогоднее обновление, добавившее рождественскую тематику и изменившее игровой процесс.
- В июле 2021 года вышло обновление для Bedrock Edition, которое ввело нововведения и изменения в игровой процесс.
- Большое патч-обновление вышло 4 августа 2021 года и исправило множество багов и ошибок, мини-игры также были обновлены[16].

## Характеристики
Главной особенностью сервера Mineplex являлись различные мини-игры, специально настроенные и сильно модифицированные многопользовательские карты с различными целями. Эти мини-игры обеспечивали выигрышную игровую механику для игры в песочницу. Они делились на такие категории, как Классика, Аркада, Чемпионы, Кланы и Праздничные мини-игры. Чтобы заплатить за сервер и его разработку, сотрудники из Mineplex LLC продавали игрокам внутриигровые косметические предметы и специальные функции.